# Backbencher

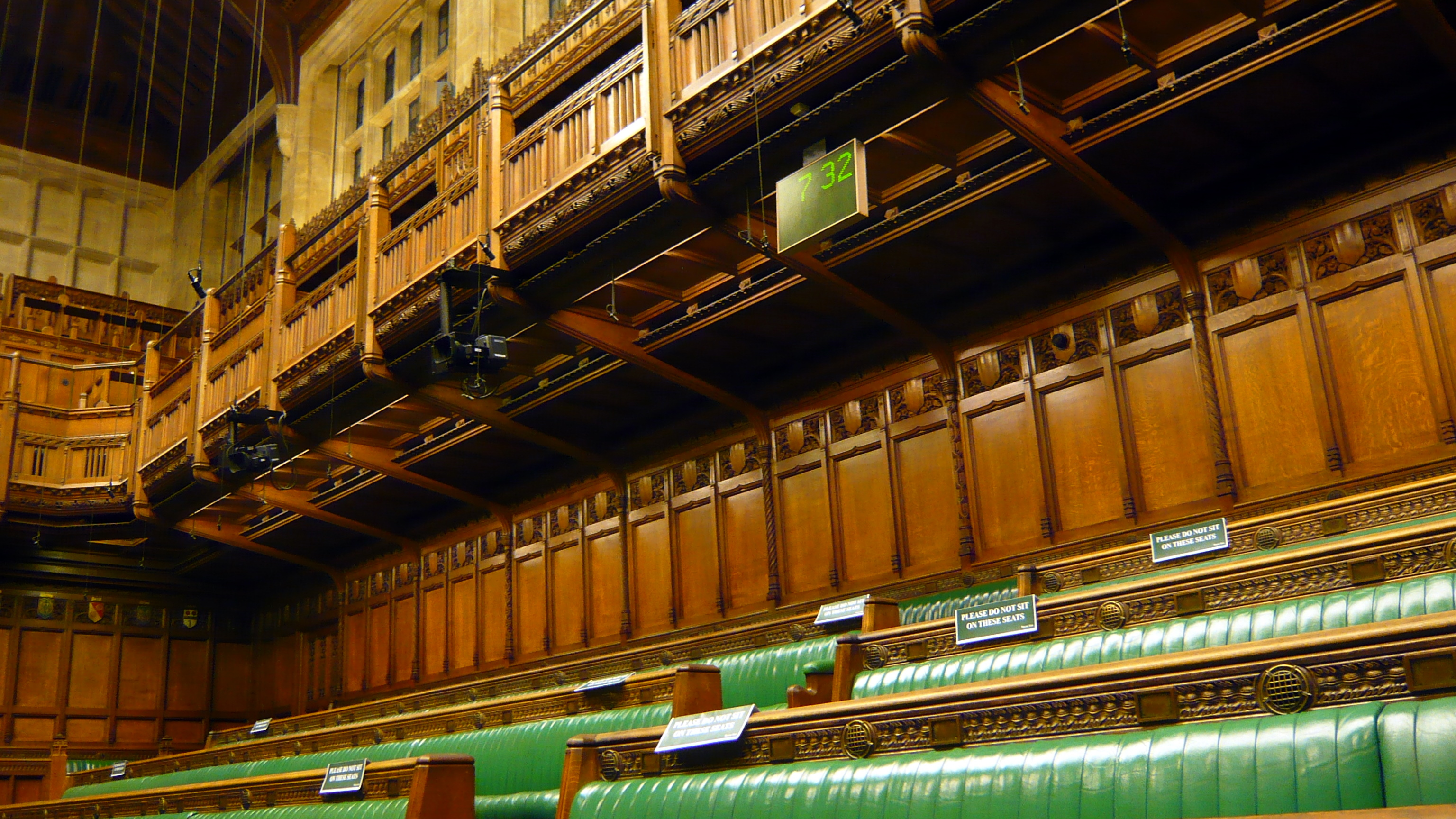
Zadní lavice Dolní sněmovny spojeného království, 2007

Jako backbencher, doslova „(sedící) v zadní lavici“, je v zemích s Westminsterským, případně jiným parlamentním systémem, označován řadový poslanec, který nezasedá ve vládě či stínové vládě. Termín je doložen k roku 1799 a vychází z faktu, že tito poslanci sedí v lavicích Dolní sněmovny Spojeného království od druhé řady, tedy za předními lavicemi vyhrazenými pro vládu (po pravici předsedy) a vůdce opozice (nalevo). Vzhledem k relativní velikosti vlád je backbenchery většina členů parlamentu. Politolog Donald Searing je dělí na poslance, kterým zatím nebyla svěřena (či byla odebrána) pozice ministra či vedoucí stranická funkce, členy parlamentu, kterým jde o vliv a nikoliv o faktickou moc a ty, kteří se dlouhodobě soustředí na svůj úzký obor nebo volební obvod. Mohou předkládat zákony a zasedají v komisích a výborech parlamentu, kde se jednotlivé návrhy projednávají do větší hloubky než v hlavním jednacím sále sněmovny.
Česká poslanecká sněmovna podobně pevnou tradici založenou na zasedacím pořádku, který se určuje po každých volbách (obvykle podle pravolevého politického spektra) nezná a Jan Wintr rozlišuje „přední“ a „zadní“ lavice podle toho, jak často si poslancí říkají o slovo.